# Sikorsky S-76

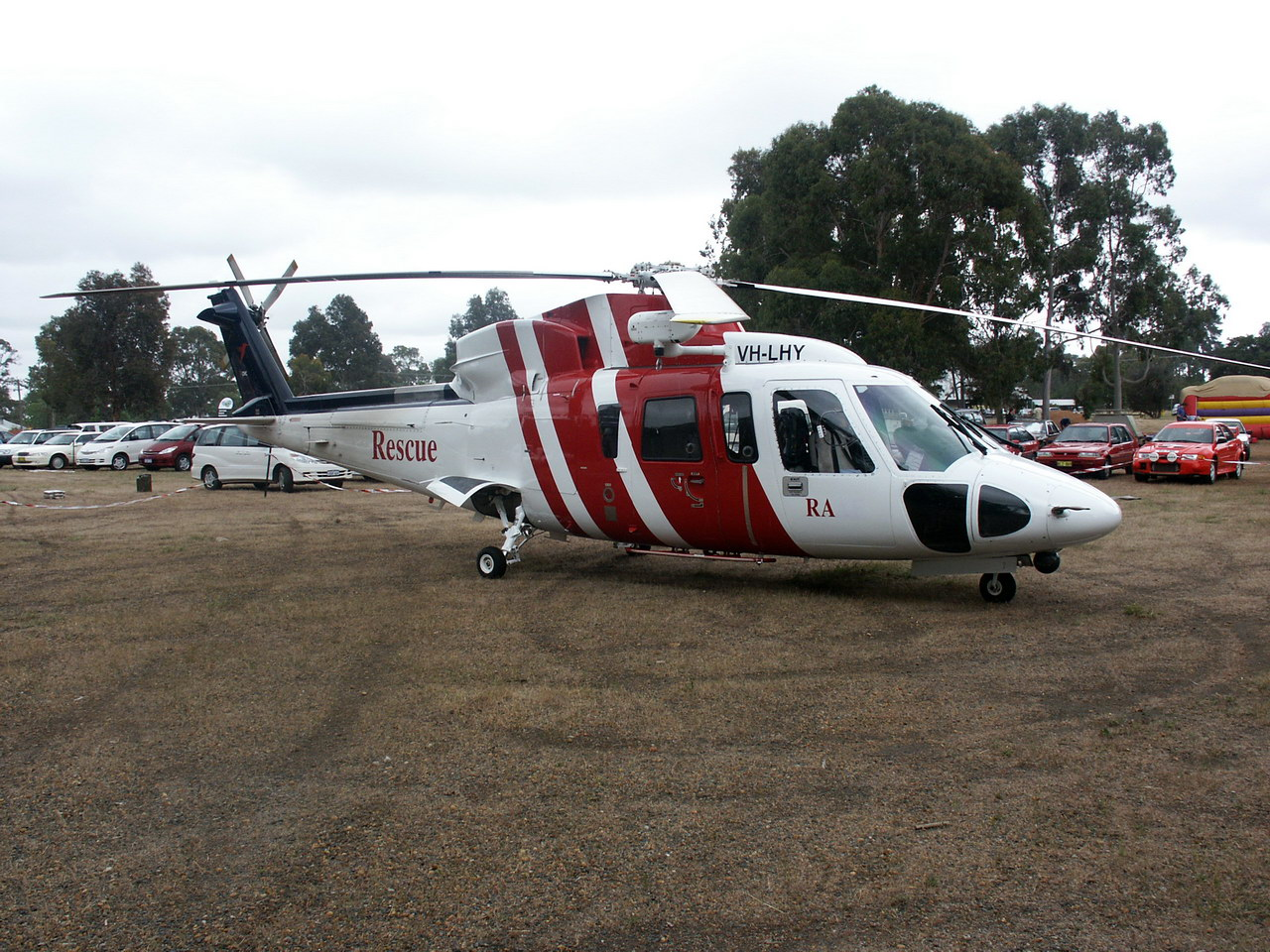
Rettungshubschrauber S-76A der Royal Australian Air Force (RAAF)

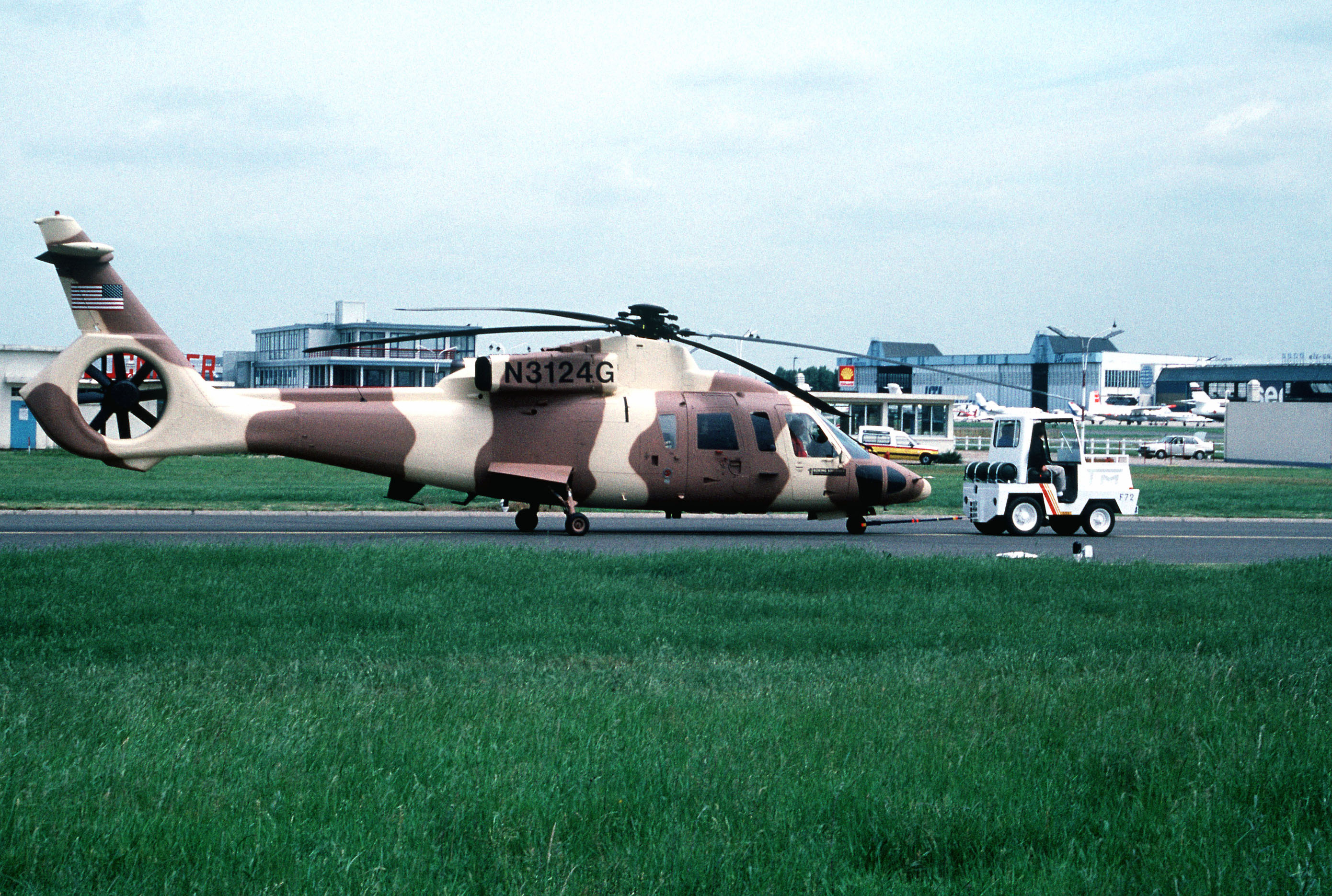
Mit Fenestron ausgerüsteter Prototyp S-76B auf der Pariser Luftfahrtschau 1991

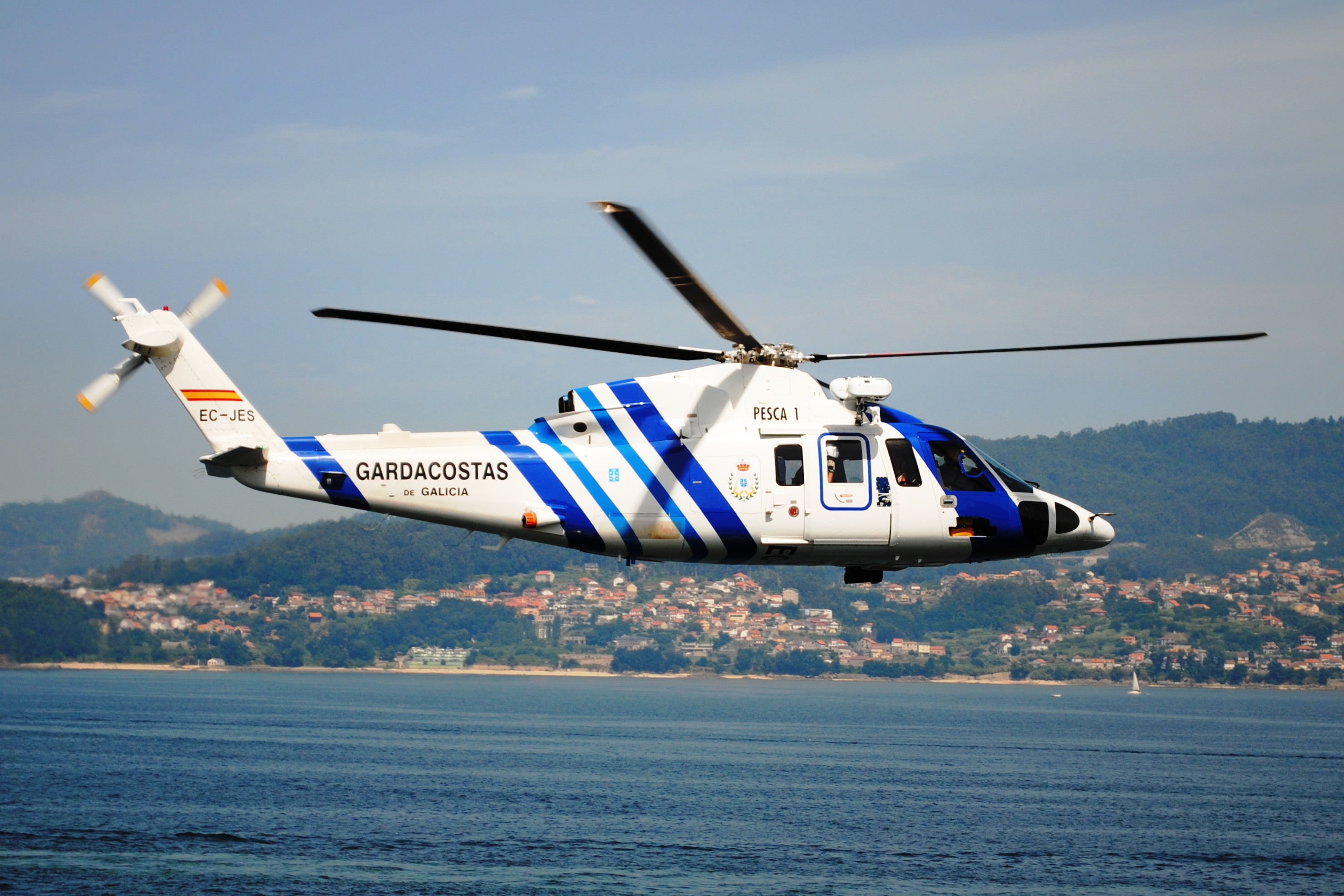
S-76C+

Die Sikorsky S-76 Spirit ist ein Mehrzweckhubschrauber mittlerer Größe des Herstellers Sikorsky Aircraft Corporation. Die Maschine wird von zwei Wellenturbinen angetrieben, verfügt über einen Vierblatt-Haupt- und einen Vierblatt-Heckrotor sowie ein Einziehfahrwerk als Landevorrichtung. Der Prototyp absolvierte seinen Erstflug am 13. März 1977.

## Beschreibung
Die Entwicklung der Maschine begann bei Sikorsky Mitte der 1970er Jahre. Zielgruppe waren Firmen, die einen mittleren Geschäftshubschrauber suchten, sowie die Ölbohrindustrie. Als Grundlage der Entwicklung dienten Erfahrungen aus der Entwicklung der militärischen Sikorsky UH-60. Der Prototyp, der für den Transport von zwei Piloten und zwölf Personen ausgelegt war, erhielt als Antrieb zunächst zwei Allison 250C30-Turbinen mit je 478 kW.
Die S-76A war die Hauptproduktionsvariante. Der Typ errang 1982 mehrere Klassenrekorde im Bereich Steigleistung, Höchstgeschwindigkeit und Gipfelhöhe. Nach der S-76A errang die S-76B im Jahr 1987 mit einer Spitzengeschwindigkeit von 350 km/h den Geschwindigkeitsweltrekord in ihrer Klasse.
Bis Dezember 2005 war Serie S-76C+ in Produktion, die mit Turboméca Arriel 2S1-Triebwerken und FADEC ausgerüstet ist. Das Cockpit wurde mit einem Electronic Flight Instrument System (EFIS) von Honeywell ausgerüstet. Der Heckrotor konnte durch Konstruktionsänderung deutlich leiser gemacht werden. Zur Komfortsteigerung wurden aktive Geräusch- und Vibrationsdämpfer eingesetzt. Der Hauptrotor wurde nun aus Verbundwerkstoffen gefertigt. Die S-76 wird seit dem Jahr 2000 bei AERO Vodochody in Tschechien gefertigt. Die Endmontage erfolgt in Stratford (Connecticut) im Werk der Sikorsky Aircraft Corporation.
Die seit dem 3. Januar 2006 zugelassene S-76 C++ verfügt über die leistungsfähigeren Turboméca Arriel 2S2, einen Ansaugluftfilter, ein verbessertes und leiseres Getriebe sowie Detailänderungen an der Innenausrüstung und der Elektronik. Im Januar 2006 lagen für die Maschine 92 Bestellungen vor. Der Basispreis liegt bei 10 Millionen US-Dollar (2009).
Die neueste Variante wird als S-76D bezeichnet und hatte ihren Erstflug am 7. Februar 2009 am William P. Gwinn Airport (26° 54′ 23,8″ N, 80° 19′ 8,8″ W) in der Nähe von West Palm Beach mit Cheftestpilot Greg Barnes und Mike Hardywaren an Bord. Die Nutzlast erhöht sich gegenüber der S-76C++ um 454 kg (1000 lb) und die Reichweite um 92 km (50 nm). Bei den technischen Verbesserungen ist der Ersatz der Turboméca Arriel Triebwerke durch zwei Pratt & Whitney 210S Wellenturbinen, die jeweils 926 kW (1241 PS) leisten, bemerkenswert. Die S-76D besitzt einen Leise-Modus für Flüge in geräuschsensiblen Gebieten. Die US-amerikanische Luftfahrtbehörde FAA erteilte die Zulassung am 12. Oktober 2012. Die ersten Maschinen sollten im selben Jahr geliefert werden.
Am 1. Mai 2011 wurde ein Guinness-Weltrekord im Bannerschlepp am Nürburgring aufgestellt. Eine Sikorsky S-76A++ schleppte dort ein 5.000 m² großes, 1,3 t schweres Banner.
Im Juni 2016 wurde bekannt gegeben, dass eine Sikorsky S-76 derart nachgerüstet wurde, dass sie in der Lage ist, allein (oder autonom) fliegen zu können, was in einer Erprobung – im Zuge einer Darpa-Ausschreibung – über eine Entfernung von knapp 50 Kilometer nachgewiesen wurde.

## Versionen
- S-76 MkII, verstärkte Triebwerke, Detailverbesserungen
- S-76A, 284 Stück gefertigt
- S-76A+, nachträglich mit Turboméca Arriel 1S1 ausgerüstete S-76A, 17 Stück gefertigt
- S-76B, Triebwerk Pratt & Whitney Canada PT6B36, 101 Stück gebaut
- S-76C, Triebwerk Turboméca Arriel 1S1, 43 gefertigt
- S-76C+, 35 Stück gefertigt
- S-76C++
- S-76D, Erstflug am 7. Februar 2009, erhöhtes Abfluggewicht und weniger Treibstoffverbrauch, Triebwerk Pratt & Whitney 210S, FADEC, Erstauslieferung 2012
- AUH-76 – aus der S-76 Mk. II entwickelte militärische Version
- H-76 Eagle, dito
- H-76N geplante Navy-Version von 1984, nicht ausgeführt

## Technische Daten S-76B
| Kenngröße                       | Daten                                  |
| ------------------------------- | -------------------------------------- |
| Besatzung                       | 2                                      |
| Rotordurchmesser                | 13,41 m                                |
| Rumpflänge                      | 13,22 m                                |
| Länge über alles                | 16,00 m                                |
| Höhe                            | 3,58 m                                 |
| Rüstmasse                       | 2540 kg                                |
| Startmasse                      | 4671 kg                                |
| Höchstgeschwindigkeit           | 350 km/h                               |
| Schwebeflughöhe mit Bodeneffekt | 1890 m                                 |
| Dienstgipfelhöhe                | 4572 m                                 |
| Reichweite                      | 748 km                                 |
| Zuladung                        | bis zu 12 Passagiere oder 2131 kg Last |
| Triebwerk                       | 2 × PT6B36                             |

## Zwischenfälle
Am 10. August 2005 stürzte östlich der Insel Naissaar eine Sikorsky S-76C der finnischen Fluggesellschaft Copterline ins Meer. Bei dem Unglück kamen alle 14 Hubschrauberinsassen ums Leben.
Am 26. Januar 2020, kurz vor 10 Uhr Ortszeit, flog eine S-76B (Kennzeichen N72EX) in Calabasas bei Los Angeles (USA) in einen Hügel. Alle 9 Personen – der Pilot und 8 Passagiere, darunter der ehemalige Basketballspieler Kobe Bryant – an Bord kamen um. Der Unfall des 1991 ausgelieferten Hubschraubers ereignete sich bei sehr nebligem Wetter in bergigem Gelände (siehe auch Flugunfall bei Calabasas 2020).